# Real Alto
El Complejo Cultural Real Alto es uno de los sitios arqueológicos más importantes de la Cultura Valdivia. Se trata de un poblado distribuido alrededor de una plaza rectangular donde se encuentran montículos artificiales con chozas donde se hicieron ceremonias y rituales. El sitio ha sido excavado desde 1974 hasta el presente con ciertos intervalos, hoy en día el Complejo Real Alto funciona como museo de sitio dedicado a la cultura Valdivia.  

## Descripción
El hallazgo consiste en un complejo urbano prehispánico, descubierto en 1971 por el arqueólogo ecuatoriano Jorge Marcos Pino, a 112 kilómetros de Guayaquil, en el ala sur de la península de Santa Elena. El hallazgo permitió identificar uno de los asentamientos más antiguos del continente americano con una concentración de 80 a 100 casas colocadas sobre montículos de tierra en forma de herradura, en cuyos costados se colocaban grandes surcos para la siembra. Las evidencias indican que las viviendas fueron ordenadas alrededor de una plaza central y el centro de la plaza estuvo cortado por dos montículos de tierra. Las viviendas tenían forma elíptica de 12 m de largo por 8 m de ancho. Se calcula que dio cabida a un millar de personas que se dedicaban a la agricultura y a la extracción de recursos del mar. También elaboraban tejidos con uso del telar, trabajos en concha y escultura en arcilla.

## Museo de sitio

### Historia
La construcción de los primeros edificios del Complejo Cultural Real Alto (CCRA) fue uno de los resultados que generó el proyecto “Medición del Impacto Ambiental de la Refinería Jaime Roldós Aguilera” planificado en la década de los 80 y liderada por la Corporación Estatal Petrolera Ecuatoriana (CEPE).  Esta medición de impacto fue llevada a cabo por el Centro de Estudios Arqueológicos y Antropológicos (CEAA) de la Escuela Superior Politénica del Litoral (ESPOL) bajo la dirección del Dr. Jorge G. Marcos. Entre 1982-1988 se recibieron fondos de la CEPE para la medición del Impacto Ambiental de la “Refinería Atahualpa” lo que  implicó: Contactos con las Comunas étnicas de la región que no tenían tradición de huaquearía y preservaron sus yacimientos arqueológicos. Nuevas excavaciones arqueológicas en el yacimiento Valdivia Real Alto. Investigaciones etnográficas en las Comunas a ser impactadas por la futura refinería. Como resultado, la CEPE adjudicó fondos y creó, por primera vez, un programa de desarrollo comunitario a través del cual devolvió su apoyo a la región mediante la financiación para la construcción del Complejo Cultural Real Alto en territorio de la Comuna Pechiche, inaugurándose en 1986 los dos edificios principales destinados a Museo y Reserva-Laboratorio y Hospedaje para investigadores. En 1988 se inaugura oficialmente el Complejo Cultural Real Alto con el montaje de su museo de sitio “Loma del Mogote” junto con la edición de la Biblioteca Ecuatoriana de Arqueología de la Costa Ecuatoriana (CEAA-ESPOL y Corporación Editora Nacional) El Centro Cultural actualmente es administrado por la Espol.

### Exposición
El complejo cultural Real Alto tiene estructuras con techados en forma triangular, que emulan las primeras aldeas agroalfareras, con centro ceremonial que existieron en esa zona de Chanduy. Se exhiben dioramas, fotografías, mapas explicativos, maquetas, murales y más de 50 vasijas arqueológicas restauradas y 40 figurinas Valdivia originales. Todo ello está bajo una edificación en forma triangular, que se asemeja a las estructuras hechas por los antiguos asentamientos de la zona, además en el complejo hay una casa etnográfica que tiene cerca de un siglo y que muestra al visitante cómo era la forma de vivir de los moradores de esa época.

### Otros hallazgos
En real alto se han encontrado restos de la llamada cerámica San Pedro, que se considera diferente a la cultura Valdivia, incluso algunos la consideran anterior a esta. Los restos de esta cerámica hallados en Real Alto han sido fechados alrededor del 3500 a. C., lo cual es contemporáneo con el inicio de la cultura Valdivia.